# شظة (السوادية)

تعديل مصدري - تعديل

شظة هي إحدى قرى عزلة ذاهبة بمديرية السوادية التابعة لمحافظة البيضاء، بلغ تعداد سكانها 212 نسمة حسب تعداد اليمن لعام 2004.